# Нью-Йорк Либерти
«Нью-Йо́рк Ли́берти» (англ. New York Liberty) — американская профессиональная женская баскетбольная команда, выступающая в Восточной конференции женской национальной баскетбольной ассоциации (ЖНБА). Команда базируется в городе Нью-Йорк (штат Нью-Йорк) и является одной из восьми команд-основательниц ЖНБА, а свои домашние встречи проводит в «Барклайс-центре». Владельцем «Либерти» является Джозеф Цай, которому также принадлежит и клуб НБА «Бруклин Нетс».
За двадцать пять лет участия в чемпионате ЖНБА «Либерти» шестнадцать раз выходили в плей-офф и четыре раза участвовали в финале турнира. В 1997, 1999 и 2000 годах «Нью-Йорк» в финале проиграл клубу «Хьюстон Кометс», а в 2002 году уступил команде «Лос-Анджелес Спаркс». Таким образом, его результат в финальных играх составляет 1-7. В 2015, 2016 и 2017 годах «Либерти» выигрывали регулярный чемпионат Восточной конференции, однако далее второго раунда плей-офф не проходили. В 2024 году взяли первый титул чемпионов ВНБА, обыграв команду «Миннесота Линкс» со счётом 3-2 в серии.
За время существования клуба в нём выступали такие известные баскетболистки, как Энн Воутерс, Вики Джонсон, Винус Лейси, Шамека Кристон, Свин Кэш, Ребекка Лобо, Тадж Макуильямс, Келли Миллер, Лейлани Митчелл, Кэппи Пондекстер, Делиша Милтон, Николь Пауэлл, Эпифанни Принс, Таниша Райт, Кристал Робинсон, Кэти Смит, Кэндис Уиггинс, Сью Уикс, Пленетт Пирсон, Тереза Уизерспун, Тамика Уитмор, Демайя Уокер, Тари Филлипс, Линдсей Хардинг, Бекки Хэммон, Шони Шиммель, Ким Хэмптон и Тина Чарльз.

## История команды

### Первые годы, главные успехи (1997—2002)
«Нью-Йорк Либерти» была одной из восьми команд-основателей ЖНБА и перед сезоном 1997 года выбирала игроков одной из первых, подписав звезду студенческого баскетбола Ребекку Лобо. Лобо два сезона была стартовой центровой «Либерти», но в 1999 году получила травму, из-за которой через несколько лет была вынуждена завершить карьеру. Ещё одним звёздным игроком команды была разыгрывающий защитник Тереза Уизерспун, которая помогла клубу выйти в финал чемпионата 1997 года, где «Либерти» проиграли «Хьюстон Кометс». В 1999 году в клуб пришла Кристал Робинсон, а «Либерти» во второй раз вышли в финал ЖНБА, где вновь уступили «Кометс». Одним из самых запоминающихся эпизодов той серии стал удачный бросок Уизерспун на последних секундах второй игры, принесший «Либерти» победу на выезде и сравнявший счёт в серии. Однако нью-йоркская команда проиграла третий матч и «Кометс» в третий раз подряд стали чемпионами ЖНБА.
В 2000 году «Либерти» выменяли из «Орландо Миракл» Тари Филлипс, которая впоследствии стала четырёхкратной участницей матчей всех звёзд ЖНБА. В 2001 году Уизерспун стала лидером ассоциации по количеству передач. Клуб ещё дважды выходил в финал ЖНБА в 2000 и 2002 годах, однако каждый раз уступал, сперва опять «Хьюстон Кометс», а затем «Лос-Анджелес Спаркс». И хотя «Нью-Йорк Либерти» в последний раз в решающей серии турнира играли сравнительно давно, команда до сих пор является главным неудачником лиги, так как выступала в финалах четыре раза, но все проиграла.

### Переходный период (2003—2009)

Логотип клуба в 1997—2019 годах

В 2003 году игра лидера команды Терезы Уизерспун стала ухудшаться и её место в стартовом составе всё чаще стала занимать Бекки Хэммон, которая полностью заменила ту в 2004 году. Одним из новых лидеров и символов «Либерти» в этот период стала российский центрфорвард Елена Баранова (100 игр за клуб в трёх сезонах 2003—2005, из них 73 в стартовом составе). В сезоне 2004 года «Либерти» вынуждены были провести шесть домашних матчей в «Радио-сити-мьюзик-холле», так как «Мэдисон-сквер-гарден» был занят Республиканским национальным конвентом. Таким образом эти встречи стали первыми профессиональными спортивными событиями для «Радио-сити-мьюзик-холла» с 1999 года, когда там проводил свой боксёрский матч Рой Джонс.
В 2005 году стартовый центровой команды Тари Филлпис перешла в «Кометс», а её место заняла Энн Воутерс. Однако Воутерс по ходу сезона получила травму, что негативно сказалось на игре клуба, который проиграл в первом раунде плей-офф со счётом 0-2 команде «Индиана Фивер».
Сезон 2006 года стал неудачным для «Либерти», команда одержала всего 11 побед в чемпионате и в третий раз в своей истории не попала в плей-офф.
Сразу после драфта 2007 года менеджмент «Либерти» обменял Хэммон и выбор во втором раунде следующего драфта в «Сан-Антонио Силвер Старз» на только что выбранную «Силвер Старз» под вторым номером Джессику Дэвенпорт и пик первого раунда того же драфта. Команда также выбрала под третьим номером Джанель Маккарвилл на драфте распределения, проводившегося в результате банкротства клуба «Шарлотт Стинг». Сезон 2007 года «Либерти» начали с пяти побед, но затем уступили семь игр подряд. Несмотря на это команде удалось в конце сезона выиграть ряд важных встреч и занять последнее место в сетке плей-офф. В полуфинале Восточной конференции в серии против «Детройт Шок» «Либерти» считались аутсайдером. Несмотря на это «Нью-Йорку» удалось в первой игре разгромить «Шок», однако две следующие встречи клуб в упорной борьбе всё же проиграл и вынужден был завершить участие в постсезонных играх.

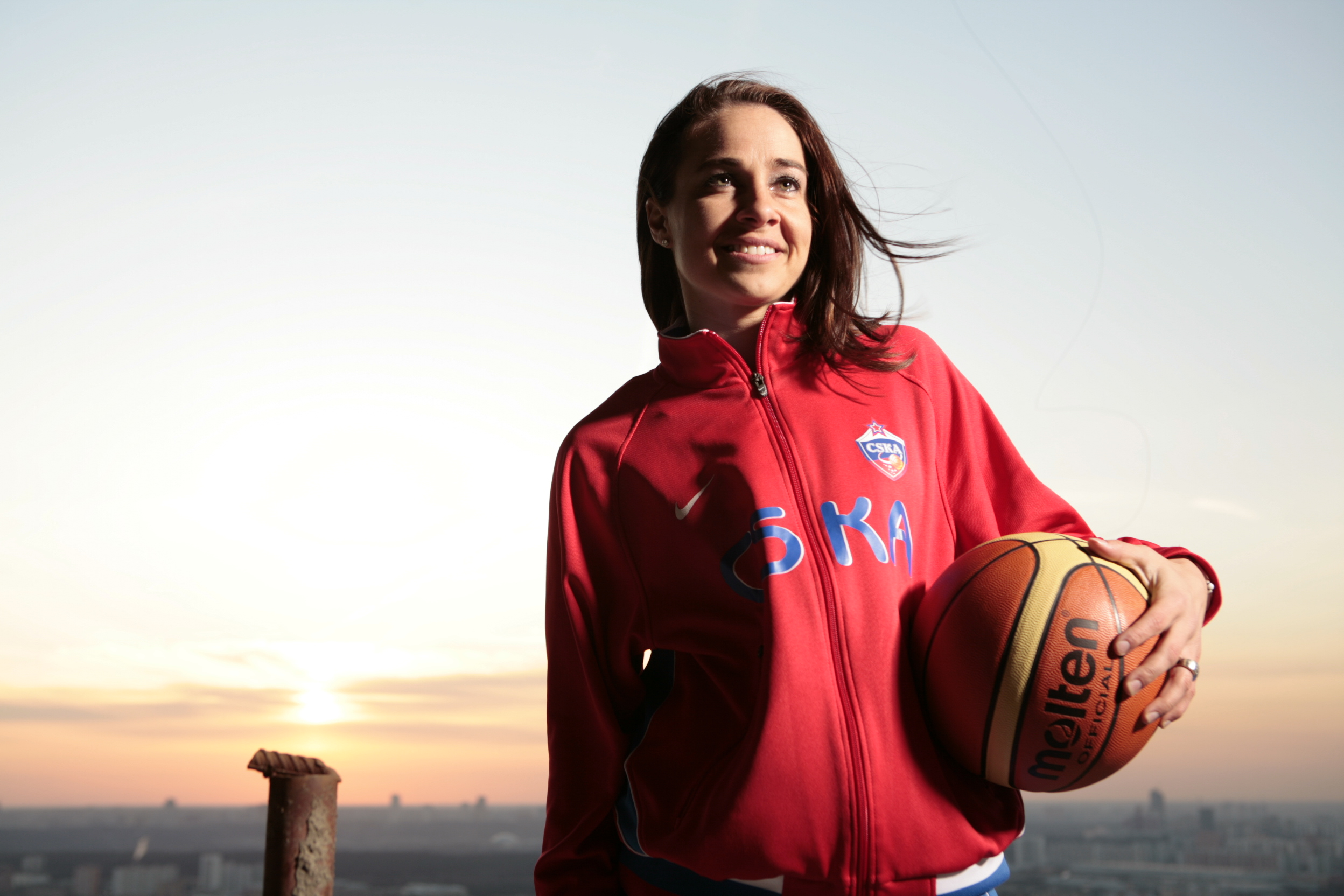
Бекки Хэммон

В 2008 году руководство «Либерти» задрафтовало свингмена «Ратгерс Скарлет Найтс» Эссенс Карсон и форварда «Северная Каролина Тар Хилз» Эрлану Ларкинс, а также подписало договор с плеймейкером «Юта Ютес» Лейлани Митчелл, выменяв её у «Финикс Меркури» во время предсезонки на пик третьего раунда драфта 2009 года. Несмотря на самый молодой средний возраст среди всех клубов ЖНБА, «Либерти» сумели выиграть 19 матчей регулярного чемпионата 2008 года, переиграть «Коннектикут Сан» в первом раунде плей-офф и составить серьёзную конкуренцию «Детройту» в финале Восточной конференции. Серия началась волевой победой «Либерти» за счёт удачной игры в последней четверти домашнего матча, за которой последовали два поражения в упорной борьбе на выезде. Сезон 2008 года также включал в себя «Liberty Outdoor Classic», первый в истории профессиональный баскетбольный матч регулярного первенства, проходивший на открытом воздухе 19 июля на стадионе Артура Эша Национального теннисного центра USTA имени Билли Джин Кинг, в котором «Индиана Фивер» победила «Нью-Йорк» со счётом 71-55.
На драфте 2009 года «Либерти» выбрали уроженку Нью-Йорка, центровую «Ратгерс Скарлет Найтс», Киа Вон. Имея солидную стартовую пятёрку и неплохой резерв, «Нью-Йорк» вновь выглядел конкурентоспособным коллективом на Востоке, однако, как оказалось, только на бумаге. Первую половину сезона 2009 года клуб провёл откровенно слабо (6-11), после чего руководство уволило главного тренера команды Пэт Койл, а на вакантное место менеджмент «Либерти» подписал на временной основе её ассистента Энн Донован. Несмотря на смену тренера, «Либерти» продолжали бороться и финишировали с результатом 13-21, в четвёртый раз не попав в плей-офф.

### Эра Кэппи Пондекстер (2010—2014)

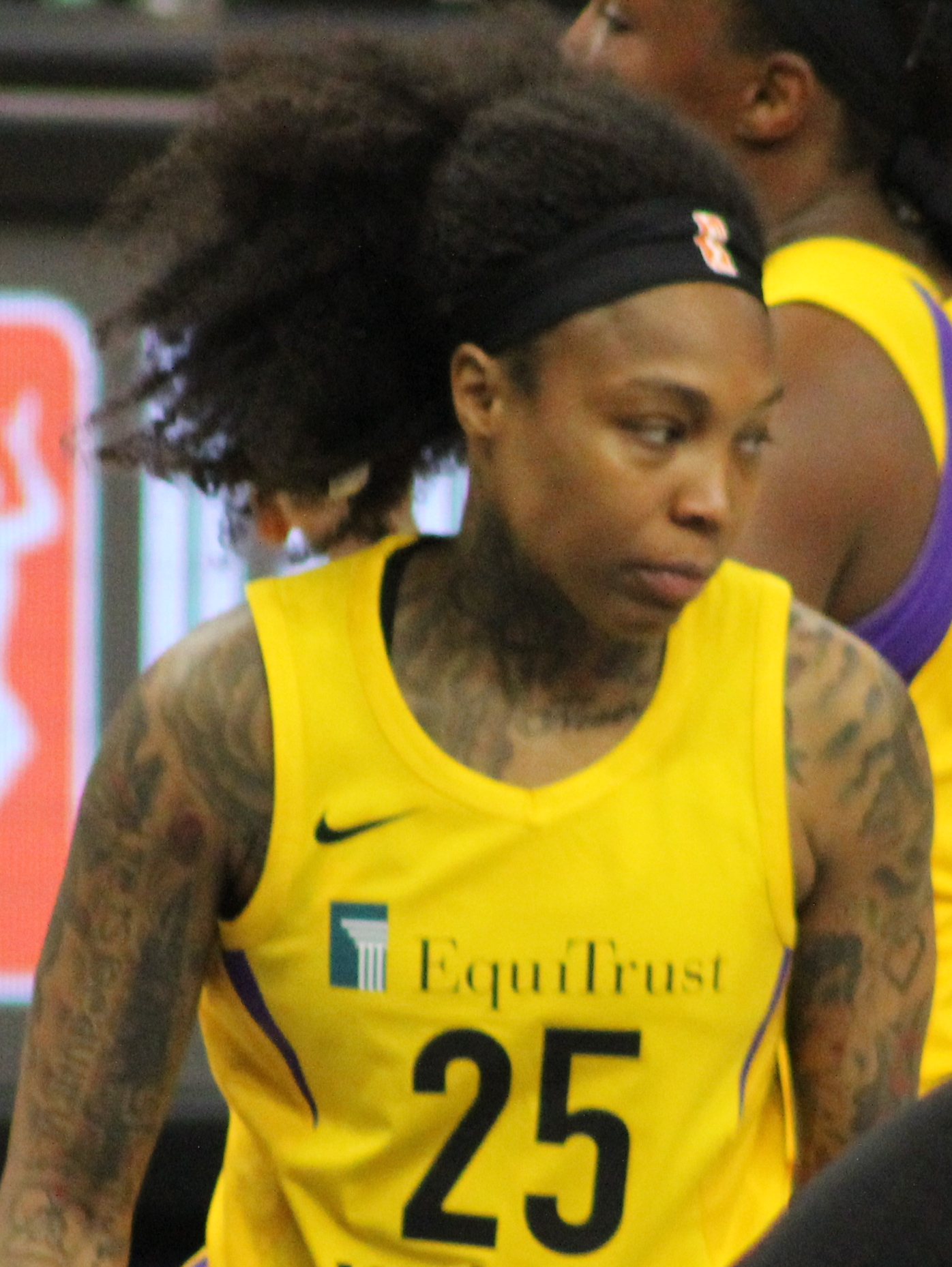
Кэппи Пондекстер

В 2010 году, во время единственного полноценного сезона Энн Донован в качестве главного тренера, команда выступила гораздо лучше. Возглавляемый недавно подписавшим соглашение лучшим бомбардиром Кэппи Пондекстер, ранее выступавшей за «Финикс Меркури», и самым прогрессирующим игроком 2010 года Лейлани Митчелл «Нью-Йорк» дошёл до финала Восточной конференции, где со счётом 0-2 проиграл клубу «Атланта Дрим».
Команда возлагала большие надежды на 2011 год, когда тренерский штаб «Нью-Йорка» возглавил Джон Уизенант, который в сезоне 2005 года привёл к чемпионскому титулу «Сакраменто Монархс». Джанель Маккарвилл не явилась в стан «Либерти» к началу тренировочного лагеря, чтобы провести время со своей семьёй, и поэтому была отстранена от игр до конца сезона. Это вызвало раскол и раздор среди поклонников команды, а Киа Вон неожиданно оказалась в роли стартовой центровой.
В связи с ремонтом в «Мэдисон-сквер-гарден», который должен был начаться ещё в 2009 году, руководство команды подыскивало новое место дислокации, где она могла проводить свои домашние матчи, но планы реконструкции были отложены, и «Либерти» базировались в «Гардене» ещё в 2009 и 2010 годах. Новой домашней ареной клуба стал «Пруденшал-центр» в Ньюарке (штат Нью-Джерси), в котором, пока шли ремонтные работы, клуб отыграл следующие три сезона.
Пондекстер и Пленетт Пирсон, наряду с прогрессирующей Киа Вон, позволили «Нью-Йорку» стать конкурентоспособным клубом на старте сезона 2011 года. Команда отправилась на звёздный уик-энд на третьем месте в Восточной конференции. 4 августа свингмен Сидни Спенсер была обменяна в «Финикс Меркури» на центровую Кару Брэкстон. Поддерживая довольно ровный уровень игры, «Либерти» пробились в плей-офф с результатом 19-15, где в полуфинале Восточной конференции со счётом 1-2 уступили команде «Индиана Фивер».
На драфте 2012 года «Либерти» выбрали центровую «Теннесси Леди Волантирс» Келли Кейн и подписали завершающую карьеру Демайю Уокер, основной же костяк клуба не изменился. В сезоне 2012 года «Либерти» стартовали с пяти поражений подряд, а на перерыв, связанный с проведением Олимпийских игр в Лондоне, ушли с результатом 6-12. Вторую половину чемпионата «Нью-Йорк» провёл намного лучше (9-7) и сумел зацепиться за последнее место в плей-офф от Востока, однако уже в полуфинале конференции уступил клубу «Коннектикут Сан» со счётом 0-2.
По окончании сезона менеджмент «Либерти» решил не продлевать договор с Джоном Уизенантом, а на его место 25 октября подписал трёхкратного чемпиона лиги в составе «Детройт Шок» Билла Лэймбира. На драфте 2013 года «Либерти» выбрали центровую команды «Техас A&M Эджис» Келси Боун и подписали завершающую карьеру Кэти Смит. В сезоне 2013 года «Либерти» стартовали неплохо (4-2), однако на перерыв, связанный с проведением матча всех звёзд, ушли с результатом 7-11. Вторую половину чемпионата «Нью-Йорк» провёл ещё хуже (4-12), завершив его семью поражениями подряд, в итоге клуб занял пятое место в своей конференции и не попал в плей-офф.
На драфте 2014 года «Либерти» выбрали тяжёлого форварда команды «Мэриленд Террапинс» Алиссу Томас, которую в тот же день вместе с Келси Боун и выбором в первом раунде следующего драфта обменяли в «Коннектикут Сан» на Тину Чарльз. На протяжении следующего сезона «Нью-Йорк» выглядел конкурентоспособной командой и до конца боролся за место в плей-офф. «Либерти» закончили чемпионат с результатом 15-19, заняв в итоге пятое место и не попав в постсезонные игры, однако проиграли второму месту всего одну победу, а четвёртому месту уступили лишь по разнице личных встреч.

### Под управлением Айзеи Томаса (2015—2018)

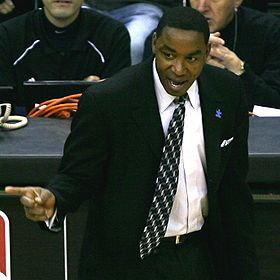
Айзея Томас

5 мая 2015 года «Нью-Йорк» принял Айзею Томаса на должность президента клуба, курирующего все деловые и баскетбольные операции франшизы. Под руководством Айзеи Томаса в качестве президента «Либерти» и тренерского штаба во главе с его бывшим партнёром по команде «Детройт Пистонс» Биллом Лэймбиром «Нью-Йорк» занял первое место в Восточной конференции в турнире 2015 года с лучшим результатом в истории клуба 23-11, обыграв в первом раунде плей-офф клуб «Вашингтон Мистикс» 2-1, но уступив в финале конференции команде «Индиана Фивер» 1-2. По окончании сезона Лэймбир был признан лучшим тренером года.
2 августа 2015 года, во время перерыва в игре против клуба «Сиэтл Шторм», «Нью-Йорк Либерти» наградила легенду ЖНБА Бекки Хэммон особой наградой команды «Кольцо чести Либерти». Томас подарил Хэммон её кольцо во время церемонии посвящения в «Мэдисон-сквер-гарден». Хэммон, бывший разыгрывающий защитник «Либерти», в настоящее время является помощником Грегга Поповича в команде НБА «Сан-Антонио Спёрс».
Следующие два сезона «Либерти» тоже становились лучшими в Восточной конференции. В сезоне 2016 года изменилась система плей-офф, теперь в постсезонные игры проходили не по четыре лучшие команды из каждой конференции, а восемь лучших клубов по итогам регулярного сезона. В этих турнирах «Нью-Йорк» выходил в плей-офф с третьего места, которое позволяло пропукать первый раунд, однако в обоих случаях без борьбы уступил клубам с более низким номером посева. В плей-офф 2016 года «Либерти» проиграли восьмой команде первенства «Финикс Меркури» со счётом 94-101, а в плей-офф 2017 года уступили шестому клубу чемпионата «Вашингтон Мистикс» со счётом 68-82. По окончании срока контракта Билл Лэймбир подписал соглашение с новым клубом ассоциации «Лас-Вегас Эйсес», которая до этого называлась «Сан-Антонио Старз», а руководство клуба на вакантное место 16 октября подписало его ассистента Кэти Смит.
В ноябре 2017 года компания «Мэдисон-сквер-гарден Спортс» и её исполнительный председатель Джеймс Долан объявили, что активно ищут возможность продать франшизу. Не сразу найдя покупателя, «Мэдисон-сквер-гарден» перенёс большую часть домашних игр «Либерти» сезона 2018 года в «Уэстчестер-каунти-центр» в соседнем Уайт-Плейнсе (штат Нью-Йорк), где базируется команда Джи-Лиги НБА «Уэстчестер Никс».

### Команда Джозефа Цая (2019—н.в.)
23 января 2019 года «Нью-Йорк» был продан Джозефу Цаю, соучредителю китайской интернет-компании «Alibaba Group», которая тогда владела 49% акций команды НБА «Бруклин Нетс». В течение сезона 2019 года «Нью-Йорк» провёл две игры в Бруклине на арене «Нетс» в «Барклайс-центре», а остальное время базировался в «Уэстчестер-каунти-центре». 18 сентября того же года Цай стал единственным владельцем «Нетс» и «Барклайс-центра», а в сезоне 2020 года сделал Бруклин для «Либерти» постоянным местом дислокации.
«Нью-Йорк Либерти» были основными игроками на драфте 2020 года, подойдя к этому драфту с тремя выборами в первом раунде и двумя в начале второго раунда. За два дня до ярмарки талантов в результате трёхсторонней сделки менеджмент клуба обменял MVP сезона 2012 года Тину Чарльз на Шатори Уокер-Кимбру в «Вашингтон Мистикс», в которой также был задействован и «Даллас Уингз». Под первым номером драфта «Либерти» выбрали Сабрину Ионеску, а Меган Уокер и Джазмин Джонс были выбраны под девятым и двенадцатым пиками. К тому же команда представила новый логотип, представляющий собой упрощённую версию фирменного знака «Либерти» Статуи Свободы, а чёрный цвет был сделан одним из основных цветов, перекликаясь с эстетикой братской команды «Бруклин Нетс». Произошли изменения и в тренерском штабе, который возглавил Уолт Хопкинс, ранее работавший ассистентом Шерил Рив в команде «Миннесота Линкс».
«Нью-Йорк» начал сезон 2020 года, проходивший из-за пандемии COVID-19 в так называемом «пузыре» в Брейдентоне, штат Флорида, с семью новичками в стартовом составе. Команда потерпела серьёзный удар в третьей встрече регулярного чемпионата, в которой Ионеску получила тяжёлое растяжение лодыжки, после которого вынуждена была завершить сезон. «Либерти» закончили сезон с самым худшим в лиге результатом 2-20.

## Участия в финалах ЖНБА
Команда «Нью-Йорк Либерти» принимала участие в шести финальных сериях ЖНБА, выиграв только в одной из них.
| Сезон | Соперник            | Результат | Счёт                | Место проведения            |
| ----- | ------------------- | --------- | ------------------- | --------------------------- |
| 1997  | Хьюстон Кометс      | Поражение | 51:65 (0:1 в серии) | Компак-центр, Хьюстон       |
| 1999  | Хьюстон Кометс      | Поражение | 47:59 (1:2 в серии) | Компак-центр, Хьюстон       |
| 2000  | Хьюстон Кометс      | Поражение | 73:79 (0:2 в серии) | Компак-центр, Хьюстон       |
| 2002  | Лос-Анджелес Спаркс | Поражение | 66:69 (0:2 в серии) | Стэйплс-центр, Лос-Анджелес |
| 2023  | Лас-Вегас Эйсес     | Поражение | 69:70 (1:3 в серии) | Барклайс-центр, Нью-Йорк    |
| 2024  | Миннесота Линкс     | Победа    | 67:62 (3:2 в серии) | Барклайс-центр, Нью-Йорк    |

## Протокол сезонов ЖНБА
| Сезон            | Конференция      | Место            | Регулярный чемпионат | Регулярный чемпионат | Регулярный чемпионат | Плей-офф | Тренер                                     | Ссылки                                     |
| Сезон            | Конференция      | Место            | Победы               | Поражения            | Процент              | Плей-офф | Тренер                                     | Ссылки                                     |
| Нью-Йорк Либерти | Нью-Йорк Либерти | Нью-Йорк Либерти | Нью-Йорк Либерти     | Нью-Йорк Либерти     | Нью-Йорк Либерти     | Нью-Йорк Либерти | Нью-Йорк Либерти                           | Нью-Йорк Либерти                           |
| ---------------- | ---------------- | ---------------- | -------------------- | -------------------- | -------------------- | --- | ------------------------------------------ | ------------------------------------------ |
| 1997             | Восточная        | 2-е              | 17                   | 11                   | 60,7                 | Выиграла в полуфинале у «Меркури» со счётом 59:41 Проиграла в финале «Кометс» со счётом 51:65                                                                | Нэнси Дарш                                 | [ 30 ]                                     |
| 1998             | Восточная        | 3-е              | 18                   | 12                   | 60,0                 | Не квалифицировалась в плей-офф | Нэнси Дарш                                 | [ 31 ]                                     |
| 1999             | Восточная        | 1-е              | 18                   | 14                   | 56,3                 | Выиграла в финале конференции у «Стинг» со счётом 2:1 Проиграла в финале «Кометс» со счётом 1:2                                                              | Ричи Адубато                               | [ 32 ]                                     |
| 2000             | Восточная        | 1-е              | 20                   | 12                   | 62,5                 | Выиграла в полуфинале конференции у «Мистикс» со счётом 2:0 Выиграла в финале конференции у «Рокерс» со счётом 2:1 Проиграла в финале «Кометс» со счётом 0:2 | Ричи Адубато                               | [ 33 ]                                     |
| 2001             | Восточная        | 2-е              | 21                   | 11                   | 65,6                 | Выиграла в полуфинале конференции у «Сол» со счётом 2:1 Проиграла в финале конференции «Стинг» со счётом 1:2                                                 | Ричи Адубато                               | [ 34 ]                                     |
| 2002             | Восточная        | 1-е              | 18                   | 14                   | 56,3                 | Выиграла в полуфинале конференции у «Фивер» со счётом 2:1 Выиграла в финале конференции у «Мистикс» со счётом 2:1 Проиграла в финале «Спаркс» со счётом 0:2  | Ричи Адубато                               | [ 35 ]                                     |
| 2003             | Восточная        | 6-е              | 16                   | 18                   | 47,1                 | Не квалифицировалась в плей-офф | Ричи Адубато                               | [ 36 ]                                     |
| 2004             | Восточная        | 2-е              | 18                   | 16                   | 52,9                 | Выиграла в полуфинале конференции у «Шок» со счётом 2:1 Проиграла в финале конференции «Сан» со счётом 0:2                                                   | Ричи Адубато (7-9) Пэт Койл (11-7)         | [ 37 ]                                     |
| 2005             | Восточная        | 3-е              | 18                   | 16                   | 52,9                 | Проиграла в полуфинале конференции «Фивер» со счётом 0:2 | Пэт Койл                                   | [ 38 ]                                     |
| 2006             | Восточная        | 5-е              | 11                   | 23                   | 32,4                 | Не квалифицировалась в плей-офф | Пэт Койл                                   | [ 39 ]                                     |
| 2007             | Восточная        | 4-е              | 16                   | 18                   | 47,1                 | Проиграла в полуфинале конференции «Шок» со счётом 1:2 | Пэт Койл                                   | [ 40 ]                                     |
| 2008             | Восточная        | 3-е              | 19                   | 15                   | 55,9                 | Выиграла в полуфинале конференции у «Сан» со счётом 2:1 Проиграла в финале конференции «Шок» со счётом 1:2                                                   | Пэт Койл                                   | [ 41 ]                                     |
| 2009             | Восточная        | 7-е              | 13                   | 21                   | 38,2                 | Не квалифицировалась в плей-офф | Пэт Койл (6-11) Энн Донован (7-10)         | [ 42 ]                                     |
| 2010             | Восточная        | 2-е              | 22                   | 12                   | 64,7                 | Выиграла в полуфинале конференции у «Фивер» со счётом 2:1 Проиграла в финале конференции «Дрим» со счётом 0:2                                                | Энн Донован                                | [ 43 ]                                     |
| 2011             | Восточная        | 4-е              | 19                   | 15                   | 55,9                 | Проиграла в полуфинале конференции «Фивер» со счётом 1:2 | Джон Уизенант                              | [ 44 ]                                     |
| 2012             | Восточная        | 4-е              | 15                   | 19                   | 44,1                 | Проиграла в полуфинале конференции «Сан» со счётом 0:2 | Джон Уизенант                              | [ 45 ]                                     |
| 2013             | Восточная        | 5-е              | 11                   | 23                   | 32,4                 | Не квалифицировалась в плей-офф | Билл Лэймбир                               | [ 46 ]                                     |
| 2014             | Восточная        | 5-е              | 15                   | 19                   | 44,1                 | Не квалифицировалась в плей-офф | Билл Лэймбир                               | [ 47 ]                                     |
| 2015             | Восточная        | 1-е              | 23                   | 11                   | 67,6                 | Выиграла в полуфинале конференции у «Мистикс» со счётом 2:1 Проиграла в финале конференции «Фивер» со счётом 1:2                                             | Билл Лэймбир                               | [ 48 ]                                     |
| 2016             | Восточная        | 1-е              | 21                   | 13                   | 61,8                 | Проиграла во втором раунде «Меркури» со счётом 94:101 | Билл Лэймбир                               | [ 49 ]                                     |
| 2017             | Восточная        | 1-е              | 22                   | 12                   | 64,7                 | Проиграла во втором раунде «Мистикс» со счётом 68:82 | Билл Лэймбир                               | [ 50 ]                                     |
| 2018             | Восточная        | 5-е              | 7                    | 27                   | 20,6                 | Не квалифицировалась в плей-офф | Кэти Смит                                  | [ 51 ]                                     |
| 2019             | Восточная        | 5-е              | 10                   | 24                   | 29,4                 | Не квалифицировалась в плей-офф | Кэти Смит                                  | [ 52 ]                                     |
| 2020             | Восточная        | 6-е              | 2                    | 20                   | 9,1                  | Не квалифицировалась в плей-офф | Уолт Хопкинс                               | [ 53 ]                                     |
| 2021             | Восточная        | 3-е              | 12                   | 20                   | 37,5                 | Проиграла в первом раунде «Меркури» со счётом 82:83 | Уолт Хопкинс                               | [ 54 ]                                     |
| 2022             | Восточная        | 4-е              | 16                   | 20                   | 44,4                 | Проиграла в первом раунде «Скай» со счётом 1:2 | Сэнди Бронделло                            | [ 55 ]                                     |
| 2023             | Восточная        | 1-е              | 32                   | 8                    | 80,0                 | Выиграла в первом раунде у «Мистикс» со счётом 2:0 Выиграла в полуфинале у «Сан» со счётом 3:1 Проиграла в финале «Эйсес» со счётом 1:3                      | Сэнди Бронделло                            | [ 56 ]                                     |
| 2024             | Восточная        | 1-е              | 32                   | 8                    | 80,0                 | Выиграла в первом раунде у «Дрим» со счётом 2:0 Выиграла в полуфинале у «Эйсес» со счётом 3:1 Выиграла в финале у «Линкс» со счётом 3:2                      | Сэнди Бронделло                            | [ 57 ]                                     |
| Регулярки        | Регулярки        | Регулярки        | 482                  | 452                  | 51,6                 | 7 титулов победителя Восточной конференции | 7 титулов победителя Восточной конференции | 7 титулов победителя Восточной конференции |
| Плей-офф         | Плей-офф         | Плей-офф         | 42                   | 46                   | 47,7                 | 1 титул победителя турнира женской НБА | 1 титул победителя турнира женской НБА     | 1 титул победителя турнира женской НБА     |

## Статистика игроков
| Сезоны | Лучшие игроки команды по пяти главным статистическим показателям | Лучшие игроки команды по пяти главным статистическим показателям | Лучшие игроки команды по пяти главным статистическим показателям | Лучшие игроки команды по пяти главным статистическим показателям | Лучшие игроки команды по пяти главным статистическим показателям | Ссылки |
| Сезоны | PPG                                                              | RPG                                                              | APG                                                              | SPG                                                              | BPG                                                              | Ссылки |
| ------ | ---------------------------------------------------------------- | ---------------------------------------------------------------- | ---------------------------------------------------------------- | ---------------------------------------------------------------- | ---------------------------------------------------------------- | ------ |
| 1997   | София Уизерспун (14,5)                                           | Ребекка Лобо (7,3)                                               | Тереза Уизерспун (6,2)[a]                                        | Тереза Уизерспун (3,0)                                           | Ребекка Лобо (1,8)                                               | [ 30 ] |
| 1998   | София Уизерспун (13,8)                                           | Ребекка Лобо (6,9)                                               | Тереза Уизерспун (6,4)                                           | Тереза Уизерспун (3,3)                                           | Ребекка Лобо (1,1)                                               | [ 31 ] |
| 1999   | Вики Джонсон (13,3)                                              | Сью Уикс (7,0)                                                   | Тереза Уизерспун (6,4)                                           | Тереза Уизерспун (2,4)                                           | Сью Уикс (1,3)                                                   | [ 32 ] |
| 2000   | Тари Филлипс (13,8)                                              | Тари Филлипс (8,0)                                               | Тереза Уизерспун (6,4)                                           | Тереза Уизерспун (2,0)                                           | Сью Уикс (1,2)                                                   | [ 33 ] |
| 2001   | Тари Филлипс (15,3)                                              | Тари Филлипс (8,0)                                               | Тереза Уизерспун (6,3)                                           | Тереза Уизерспун (1,7)                                           | Сью Уикс (1,0)                                                   | [ 34 ] |
| 2002   | Тари Филлипс (14,1)                                              | Тари Филлипс (7,0)                                               | Тереза Уизерспун (5,7)                                           | Тари Филлипс (1,8)                                               | Тамика Уитмор (1,3)                                              | [ 35 ] |
| 2003   | Бекки Хэммон (14,7) Вики Джонсон (13,4)[b]                       | Тари Филлипс (8,5)                                               | Тереза Уизерспун (4,4)                                           | Тари Филлипс (1,7)                                               | Елена Баранова (1,3)                                             | [ 36 ] |
| 2004   | Бекки Хэммон (13,5)                                              | Елена Баранова (7,2)                                             | Бекки Хэммон (4,4)                                               | Бекки Хэммон (1,7)                                               | Елена Баранова (1,7)                                             | [ 37 ] |
| 2005   | Бекки Хэммон (13,9)                                              | Елена Баранова (6,9)                                             | Бекки Хэммон (4,3)                                               | Бекки Хэммон (1,8)                                               | Елена Баранова (1,4)                                             | [ 38 ] |
| 2006   | Бекки Хэммон (14,7)                                              | Келли Шумахер (5,5)                                              | Бекки Хэммон (3,7)                                               | Лори Мур (1,8)                                                   | Шамека Кристон (1,2)                                             | [ 39 ] |
| 2007   | Шамека Кристон (11,2)                                            | Джанель Маккарвилл (4,8)                                         | Лори Мур (4,8)                                                   | Лори Мур (2,2)                                                   | Джессика Дэвенпорт (0,9)                                         | [ 40 ] |
| 2008   | Шамека Кристон (15,7)                                            | Кэтрин Крейвелд (6,1)                                            | Лори Мур (4,6)                                                   | Лори Мур (1,5)                                                   | Джанель Маккарвилл (0,8)                                         | [ 41 ] |
| 2009   | Шамека Кристон (16,1)                                            | Джанель Маккарвилл (5,5)                                         | Лори Мур (3,9)                                                   | Лори Мур (1,9)                                                   | Джанель Маккарвилл (1,4)                                         | [ 42 ] |
| 2010   | Кэппи Пондекстер (21,4)                                          | Джанель Маккарвилл (5,9)                                         | Кэппи Пондекстер (4,9)                                           | Лейлани Митчелл (1,6)                                            | Тадж Макуильямс (0,9)                                            | [ 43 ] |
| 2011   | Кэппи Пондекстер (17,4)                                          | Киа Вон (6,7)                                                    | Кэппи Пондекстер (4,7)                                           | Николь Пауэлл (1,4)                                              | Пленетт Пирсон (0,9)                                             | [ 44 ] |
| 2012   | Кэппи Пондекстер (20,4)                                          | Пленетт Пирсон (5,4)                                             | Кэппи Пондекстер (4,3)                                           | Николь Пауэлл (1,3)                                              | Пленетт Пирсон (0,9)                                             | [ 45 ] |
| 2013   | Кэппи Пондекстер (16,9)                                          | Кара Брэкстон (6,6)                                              | Кэппи Пондекстер (4,0)                                           | Кэппи Пондекстер (1,0)                                           | Пленетт Пирсон (0,6)                                             | [ 46 ] |
| 2014   | Тина Чарльз (17,4)                                               | Тина Чарльз (9,4)                                                | Кэппи Пондекстер (3,9)                                           | Тина Чарльз и Анна Крус (1,3)                                    | Тина Чарльз (0,9)                                                | [ 47 ] |
| 2015   | Тина Чарльз (17,1)                                               | Тина Чарльз (8,5)                                                | Таниша Райт (3,5)                                                | Эпифанни Принс (2,0)                                             | Киа Стоукс (2,0)                                                 | [ 48 ] |
| 2016   | Тина Чарльз (21,5)                                               | Тина Чарльз (9,9)                                                | Тина Чарльз (3,8)                                                | Бриттани Бойд (1,6)                                              | Киа Стоукс (1,4)                                                 | [ 49 ] |
| 2017   | Тина Чарльз (19,7)                                               | Тина Чарльз (9,4)                                                | Эпифанни Принс (2,9)                                             | Бриттани Бойд (1,5) Эпифанни Принс (1,3)[c]                      | Киа Стоукс (1,1)                                                 | [ 50 ] |
| 2018   | Тина Чарльз (19,7)                                               | Тина Чарльз (7,0)                                                | Бриттани Бойд (5,3)                                              | Бриттани Бойд (1,2)                                              | Киа Стоукс (0,6)                                                 | [ 51 ] |
| 2019   | Тина Чарльз (16,9)                                               | Тина Чарльз (7,5)                                                | Бриттани Бойд (4,6)                                              | Бриттани Бойд (1,4)                                              | Аманда Зауи (1,4)                                                | [ 52 ] |
| 2020   | Сабрина Ионеску (18,3) Киа Нерс (12,2)[d]                        | Аманда Зауи (8,5)                                                | Сабрина Ионеску (4,0) Лейшиа Кларендон (3,9)[e]                  | Джазмин Джонс (1,4)                                              | Аманда Зауи (1,2)                                                | [ 53 ] |
| 2021   | Бетнайджа Лейни (16,8)                                           | Наташа Ховард (7,2) Сабрина Ионеску (5,7)[f]                     | Сабрина Ионеску (6,1)                                            | Ребекка Аллен (1,6)                                              | Ребекка Аллен (1,2)                                              | [ 54 ] |
| 2022   | Сабрина Ионеску (17,4)                                           | Наташа Ховард (7,3)                                              | Сабрина Ионеску (6,3)                                            | Наташа Ховард (1,3)                                              | Наташа Ховард (1,0)                                              | [ 55 ] |
| 2023   | Брианна Стюарт (23,0)                                            | Брианна Стюарт (9,3)                                             | Кортни Вандерслут (8,1)                                          | Брианна Стюарт (1,5)                                             | Брианна Стюарт (1,6)                                             | [ 56 ] |
| 2024   | Брианна Стюарт (20,4)                                            | Джонквел Джонс (9,0)                                             | Сабрина Ионеску (6,2)                                            | Брианна Стюарт (1,7)                                             | Джонквел Джонс (1,3)                                             | [ 57 ] |

- a  Жирным шрифтом выделен игрок, который выиграл в этом сезоне ту или иную номинацию.
- b  В этом сезоне Бекки Хэммон стала лучшей в клубе по среднему показателю за игру (14,7), однако провела всего лишь 11 матчей из 34, поэтому её результат не учитывался при распределении мест в этой номинации, а первое место в команде заняла Вики Джонсон, показатель которой составил всего 13,4 очка в среднем за игру[36].
- c  В этом сезоне Бриттани Бойд стала лучшей в команде по среднему показателю за игру (1,5), однако провела всего лишь 2 матча из 34, поэтому её результат не учитывался при распределении мест в этой номинации, а первое место в клубе заняла Эпифанни Принс, показатель которой составил всего 1,3 перехвата в среднем за игру[50].
- d  В этом сезоне Сабрина Ионеску стала лучшей в клубе по среднему показателю за игру (18,3), однако провела всего лишь 3 матча из 22, поэтому её результат не учитывался при распределении мест в этой номинации, а первое место в команде заняла Киа Нерс, показатель которой составил всего 12,2 очка в среднем за игру[53].
- e  В этом сезоне Сабрина Ионеску стала лучшей в клубе по среднему показателю за игру (4,0), однако провела всего лишь 3 матча из 22, поэтому её результат не учитывался при распределении мест в этой номинации, а первое место в команде заняла Лейшиа Кларендон, показатель которой составил всего 3,9 передачи в среднем за игру[53].
- f  В этом сезоне Наташа Ховард стала лучшей в клубе по среднему показателю за игру (7,2), однако провела всего лишь 13 матчей из 32, поэтому её результат не учитывался при распределении мест в этой номинации, а первое место в команде заняла Сабрина Ионеску, показатель которой составил всего 5,7 подбора в среднем за игру[54].

## Текущий состав
| \| Поз. \| № \| Гражд. \| Имя \| Дата рождения (возраст) \| Рост \| Вес \| Звание \| \| ---- \| -- \| ------ \| ---------------- \| ------------------------- \| ------ \| ----- \| ------ \| \| З \| 0 \| \| Джейлин Шеррод \| 21 октября 2001 (23 года) \| 170 см \| \| \| \| З \| 1 \| \| Маркеша Дэвис \| 29 мая 2001 (24 года) \| 183 см \| \| \| \| З/Ф \| 7 \| \| Ребека Гарднер \| 9 июля 1990 (35 лет) \| 185 см \| 61 кг \| \| \| Ф \| 8 \| \| Ньяра Сабалли \| 26 февраля 2000 (25 лет) \| 196 см \| 93 кг \| \| \| З \| 9 \| \| Наташа Клауд \| 22 февраля 1992 (33 года) \| 178 см \| 73 кг \| \| \| Ф \| 13 \| \| Леони Фибих \| 10 января 2000 (25 лет) \| 193 см \| \| \| \| З \| 20 \| \| Сабрина Ионеску \| 6 декабря 1997 (27 лет) \| 180 см \| 75 кг \| \| \| Ф \| 21 \| \| Изабель Харрисон \| 27 сентября 1993 (31 год) \| 191 см \| 83 кг \| \| \| З \| 22 \| \| Кеннеди Берк \| 21 января 1995 (30 лет) \| 178 см \| 61 кг \| \| \| З \| 23 \| \| Марин Жоанн \| 30 марта 1993 (32 года) \| 190 см \| 86 кг \| \| \| Ф \| 30 \| \| Брианна Стюарт \| 27 августа 1994 (30 лет) \| 193 см \| 77 кг \| \| \| Ф/Ц \| 35 \| \| Джонквел Джонс \| 5 января 1994 (31 год) \| 198 см \| 98 кг \| \| \| З/Ф \| 44 \| \| Бетнайджа Лейни \| 29 октября 1993 (31 год) \| 183 см \| 75 кг \| \| | Главный тренер - Сэнди Бронделло Ассистенты тренера - Олаф Ланге - Зак О’Брайен - Соня Раман - Терри Акоста Легенда - (К) — Капитан команды Последнее изменение: 20 мая 2025 года |                         |                  |                           |        |       |        |
| Поз. | № | Гражд.                  | Имя              | Дата рождения (возраст)   | Рост   | Вес   | Звание |
| З | 0 | Флаг США                | Джейлин Шеррод   | 21 октября 2001 (23 года) | 170 см |       |        |
| З | 1 | Флаг США                | Маркеша Дэвис    | 29 мая 2001 (24 года)     | 183 см |       |        |
| З/Ф | 7 | Флаг США                | Ребека Гарднер   | 9 июля 1990 (35 лет)      | 185 см | 61 кг |        |
| Ф | 8 | Флаг Германии           | Ньяра Сабалли    | 26 февраля 2000 (25 лет)  | 196 см | 93 кг |        |
| З | 9 | Флаг США                | Наташа Клауд     | 22 февраля 1992 (33 года) | 178 см | 73 кг |        |
| Ф | 13 | Флаг Германии           | Леони Фибих      | 10 января 2000 (25 лет)   | 193 см |       |        |
| З | 20 | Флаг США                | Сабрина Ионеску  | 6 декабря 1997 (27 лет)   | 180 см | 75 кг |        |
| Ф | 21 | Флаг США                | Изабель Харрисон | 27 сентября 1993 (31 год) | 191 см | 83 кг |        |
| З | 22 | Флаг США                | Кеннеди Берк     | 21 января 1995 (30 лет)   | 178 см | 61 кг |        |
| З | 23 | Флаг Франции            | Марин Жоанн      | 30 марта 1993 (32 года)   | 190 см | 86 кг |        |
| Ф | 30 | Флаг США                | Брианна Стюарт   | 27 августа 1994 (30 лет)  | 193 см | 77 кг |        |
| Ф/Ц | 35 | Флаг Багамских Островов | Джонквел Джонс   | 5 января 1994 (31 год)    | 198 см | 98 кг |        |
| З/Ф | 44 | Флаг США                | Бетнайджа Лейни  | 29 октября 1993 (31 год)  | 183 см | 75 кг |        |

## Главные тренеры
| Тренер          | Сезоны     | Победы и поражения (процент) | Победы и поражения (процент) | Ссылки |
| Тренер          | Сезоны     | Регулярка                    | Плей-офф                     | Ссылки |
| --------------- | ---------- | ---------------------------- | ---------------------------- | ------ |
| Нэнси Дарш      | 1997—1998  | 35-23 (60,3)                 | 1-1 (50,0)                   | [ 58 ] |
| Ричи Адубато    | 1999—2004  | 100-78 (56,2)                | 14-13 (51,9)                 | [ 59 ] |
| Пэт Койл        | 2004—2009  | 81-90 (47,4)                 | 6-10 (37,5)                  | [ 60 ] |
| Энн Донован     | 2009—2010  | 29-22 (56,9)                 | 2-3 (40,0)                   | [ 61 ] |
| Джон Уизенант   | 2011—2012  | 34-34 (50,0)                 | 1-4 (20,0)                   | [ 62 ] |
| Билл Лэймбир    | 2013—2017  | 92-78 (54,1)                 | 3-5 (37,5)                   | [ 63 ] |
| Кэти Смит       | 2018—2019  | 17-51 (25,0)                 | 0-0 (0,0)                    | [ 64 ] |
| Уолт Хопкинс    | 2020—2021  | 14-40 (25,9)                 | 0-1 (0,0)                    | [ 65 ] |
| Сэнди Бронделло | 2022—н. в. | 80-36 (69,0)                 | 15-9 (62,5)                  | [ 66 ] |
| Всего           |            | 482-452 (51,6)               | 42-46 (47,7)                 |        |

## Владельцы команды
- Компания «Cablevision», владелец команды «Нью-Йорк Никс» (1997—2009)
- Компания «Madison Square Garden Sports», владелец команды «Нью-Йорк Никс» (2010—2019)
- Джозеф Цай, владелец команды «Бруклин Нетс» (2019—н.в.)

## Генеральные менеджеры
- Кэрол Блажейовски (1997—2010)
- Джон Уизенант (2011—2012)
- Билл Лэймбир (2013—2014, 2017)
- Кристин Бернерт (2015—2016)
- Джонатан Колб (2019—н. в.)

## Зал славы баскетбола
| Игрок            | Позиция                             | Карьера в команде | Год включения | Ссылки |
| ---------------- | ----------------------------------- | ----------------- | ------------- | ------ |
| Ребекка Лобо     | Центровая                           | (1997—2001)       | 2017          | [ 67 ] |
| Кэти Смит        | Атакующий защитник / Лёгкий форвард | (2013)            | 2018          | [ 68 ] |
| Тереза Уизерспун | Разыгрывающий защитник              | (1997—2003)       | 2019          | [ 69 ] |

## Зал славы женского баскетбола
| Игрок            | Позиция                             | Карьера в команде | Год включения | Ссылки |
| ---------------- | ----------------------------------- | ----------------- | ------------- | ------ |
| Тереза Уизерспун | Разыгрывающий защитник              | (1997—2003)       | 2010          | [ 70 ] |
| Ребекка Лобо     | Центровая                           | (1997—2001)       | 2010          | [ 71 ] |
| Сью Уикс         | Тяжёлый форвард                     | (1997—2002)       | 2013          | [ 72 ] |
| Кэти Смит        | Атакующий защитник / Лёгкий форвард | (2013)            | 2018          | [ 73 ] |
| Свин Кэш[f]      | Лёгкий форвард                      | (2014—2016)       | 2020          | [ 74 ] |

- f  Форвард Свин Кэш была выбрана в Зал славы женского баскетбола весной 2020 года, однако из-за пандемии COVID-19 церемония включения уже несколько раз переносилась и теперь должна состояться 12 июня 2021 года.

## Индивидуальные и командные награды
| Награды                     | Игроки, тренеры и сезоны                                                                                               | Ссылки |
| --------------------------- | --- | ------ |
| Чемпионка ЖНБА              | 1 (2024) | [ 75 ] |
| Финал ЖНБА                  | 6 (1997, 1999, 2000, 2002, 2023 и 2024)                                                                                |        |
| Плей-офф ЖНБА               | 19 (1997, 1999, 2000, 2001, 2002, 2004, 2005, 2007, 2008, 2010, 2011, 2012, 2015, 2016, 2017, 2021, 2022, 2023 и 2024) |        |
| MVP ЖНБА                    | Брианна Стюарт (2023)                                                                                                  | [ 76 ] |
| MVP финала ЖНБА             | Джонквел Джонс (2024)                                                                                                  | [ 77 ] |
| MVP ASG ЖНБА                | нет | [ 78 ] |
| Лучший игрок обороны        | Тереза Уизерспун (1997 и 1998)                                                                                         | [ 79 ] |
| Самый прогрессирующий игрок | Тари Филлипс (2000), Джанель Маккарвилл (2007), Лейлани Митчелл (2010), Киа Вон (2011)                                 | [ 80 ] |
| Спортивное поведение        | Сью Уикс (2001) | [ 81 ] |
| Лучший шестой игрок         | Шугар Роджерс (2017)                                                                                                   | [ 82 ] |
| Лидерские качества          | Бетнайджа Лейни (2022)                                                                                                 | [ 83 ] |
| Лучший новичок              | Микаэла Оньенвере (2021)                                                                                               | [ 84 ] |
| Лучший тренер               | Билл Лэймбир (2015) | [ 85 ] |
| Лучший менеджер             | Джонатан Колб (2023)                                                                                                   | [ 86 ] |

## Закреплённые номера
| Закреплённые номера | Закреплённые номера | Закреплённые номера    | Закреплённые номера |
| Номер               | Игрок               | Позиция                | Годы                |
| ------------------- | ------------------- | ---------------------- | ------------------- |
| 11                  | Тереза Уизерспун    | Разыгрывающий защитник | (1997—2003)         |

## Известные игроки
- Елена Баранова
- Бриттани Бойд
- Келси Боун
- Джессика Бриланд
- Кара Брэкстон
- Киа Вон
- Энн Воутерс
- Калана Грин
- Эйжа Дёрр
- Вики Джонсон
- Джессика Дэвенпорт
- Шавонте Зеллус
- Сабрина Ионеску
- Эссенс Карсон
- Лейшиа Кларендон
- Марисса Коулман
- Кэтрин Крейвелд
- Шамека Кристон
- Свин Кэш
- Эрлана Ларкинс
- Винус Лейси
- Ребекка Лобо
- Эдвиж Лоусон
- Джанель Маккарвилл
- Тадж Макуильямс
- Келли Миллер
- Делиша Милтон
- Лейлани Митчелл
- Киа Нерс
- Николь Пауэлл
- Пленетт Пирсон
- Кэппи Пондекстер
- Эпифанни Принс
- Таниша Райт
- Кристал Робинсон
- Шугар Роджерс
- Кэти Смит
- Киа Стоукс
- Кэндис Уиггинс
- Тереза Уизерспун
- Сью Уикс
- Тамика Уитмор
- Демайя Уокер
- Тари Филлипс
- Линдсей Хардинг
- Бриа Хартли
- Шарди Хьюстон
- Бекки Хэммон
- Ким Хэмптон
- Тина Чарльз
- Шони Шиммель
- Келли Шумахер

## Участники матчей всех звёзд
| Год  | Участники матчей всех звёзд                                          | Участники матчей всех звёзд                                          |
| Год  | Стартовый состав                                                     | Резервный состав                                                     |
| ---- | -------------------------------------------------------------------- | -------------------------------------------------------------------- |
| 1999 | Тереза Уизерспун, Ребекка Лобо и Ким Хэмптон                         | Вики Джонсон                                                         |
| 2000 | Тереза Уизерспун и Сью Уикс                                          | Тари Филлипс                                                         |
| 2001 | Тереза Уизерспун, Вики Джонсон и Тари Филлипс                        |                                                                      |
| 2002 | Тереза Уизерспун и Тари Филлипс                                      | Стейси Дейлс                                                         |
| 2003 | Тереза Уизерспун и Тари Филлипс                                      | Бекки Хэммон                                                         |
| 2004 |                                                                      | Бекки Хэммон                                                         |
| 2005 | Бекки Хэммон                                                         | Энн Воутерс                                                          |
| 2006 | Бекки Хэммон                                                         |                                                                      |
| 2007 |                                                                      |                                                                      |
| 2008 | Игра не состоялась из-за проведения Олимпийских игр в Пекине         | Игра не состоялась из-за проведения Олимпийских игр в Пекине         |
| 2009 |                                                                      | Шамека Кристон                                                       |
| 2010 | Кэппи Пондекстер                                                     |                                                                      |
| 2011 | Кэппи Пондекстер                                                     | Эссенс Карсон                                                        |
| 2012 | Игра не состоялась из-за проведения Олимпийских игр в Лондоне        | Игра не состоялась из-за проведения Олимпийских игр в Лондоне        |
| 2013 | Кэппи Пондекстер                                                     |                                                                      |
| 2014 | Кэппи Пондекстер                                                     | Тина Чарльз                                                          |
| 2015 | Тина Чарльз                                                          |                                                                      |
| 2016 | Игра не состоялась из-за проведения Олимпийских игр в Рио-де-Жанейро | Игра не состоялась из-за проведения Олимпийских игр в Рио-де-Жанейро |
| 2017 | Тина Чарльз                                                          | Шугар Роджерс                                                        |
| 2018 |                                                                      | Тина Чарльз                                                          |
| 2019 | Киа Нерс                                                             | Тина Чарльз                                                          |
| 2020 | Игра не состоялась из-за проведения Олимпийских игр в Токио          | Игра не состоялась из-за проведения Олимпийских игр в Токио          |
| 2021 |                                                                      | Бетнайджа Лейни                                                      |
| 2022 | Сабрина Ионеску                                                      | Наташа Ховард                                                        |
| 2023 | Брианна Стюарт                                                       | Сабрина Ионеску и Кортни Вандерслут                                  |
| 2024 | Брианна Стюарт и Джонквел Джонс                                      | Сабрина Ионеску                                                      |